# Simon Gintzler
Simon Gintzler (* um 1490 wahrscheinlich in Südtirol; † nach 1550) war ein Lautenist und Komponist der Renaissance.

## Leben und Werk
Gintzler, vermutlich in Tirol geboren, war Hoflautenist beim Kardinal-Fürstbischof und Administrator von Brixen, Cristoforo  Madruzzo. Wahrscheinlich begleitete Gintzler Madruzzo bei seinen Reisen nach Spanien, den Niederlanden, Flandern und Deutschland. Indizien auf eine Beziehung zur deutschen Lautenschule sind die Aufnahme vier Sätze Gintzlers in Hans Gerles Eyn Newes sehr kunstlichs Lautenbuch… (1552) sowie die Bearbeitung eines Satzes von Ludwig Senfl in seinem eigenen Druck, Intabolatura de Lauto… (1547). Diese beiden Bücher enthalten alle überlieferten Werke Gintzlers, darunter sechs Ricercari. Neben Senfl bearbeitete er auch Vokalwerke von Jakob Arcadelt, Jachet de Mantua, Jacquet de Berchem, Josquin Desprez, einem Mitglied der Lupus-Familie, Jean Mouton, Sandrin, Philippe Verdelot, Pierre de Villiers und Adrian Willaert – insgesamt 19 Motetten, sechs Madrigale und sechs Lieder.
Gintzler benutzte die italienische Griffschrift. In seinen Werken machte er ausgiebigen Gebrauch vom Legatospiel und verwendete eine eigene Notation, in der er durch Kreuzchen das Aushalten bestimmter Töne kennzeichnete.

## Einzelnachweis
1. ↑  Hans Gerle. Eyn newes sehr künstlichs Lautenbuch. Faksimile, Tree Edition, München 1989

| Personendaten    | Personendaten                           |
| ---------------- | --------------------------------------- |
| NAME             | Gintzler, Simon                         |
| KURZBESCHREIBUNG | Lautenist und Komponist der Renaissance |
| GEBURTSDATUM     | um 1490                                 |
| GEBURTSORT       | Südtirol                                |
| STERBEDATUM      | nach 1550                               |